# Ilya Varlamov
Pour les articles homonymes, voir Varlamov.
 (février 2025).
Si vous disposez d'ouvrages ou d'articles de référence ou si vous connaissez des sites web de qualité traitant du thème abordé ici, merci de compléter l'article en donnant les références utiles à sa vérifiabilité et en les liant à la section « Notes et références ».
 (février 2025).
La mise en forme du texte ne suit pas les recommandations de Wikipédia : il faut le « wikifier ».
Les points d'amélioration suivants sont les cas les plus fréquents :
- Les titres sont pré-formatés par le logiciel. Ils ne sont ni en capitales, ni en gras.
- Le texte ne doit pas être écrit en capitales (les noms de famille non plus), ni en gras, ni en italique, ni en « petit »…
- Le gras n'est utilisé que pour surligner le titre de l'article dans l'introduction, une seule fois.
- L'italique est rarement utilisé : mots en langue étrangère, titres d'œuvres, noms de bateaux, etc.
- Les citations ne sont pas en italique mais en corps de texte normal. Elles sont entourées par des guillemets français : « et ».
- Les listes à puces sont à éviter, des paragraphes rédigés étant largement préférés. Les tableaux sont à réserver à la présentation de données structurées (résultats, etc.).
- Les appels de note de bas de page (petits chiffres en exposant, introduits par l'outil «  Source ») sont à placer entre la fin de phrase et le point final[comme ça].
- Les liens internes (vers d'autres articles de Wikipédia) sont à choisir avec parcimonie. Créez des liens vers des articles approfondissant le sujet. Les termes génériques sans rapport avec le sujet sont à éviter, ainsi que les répétitions de liens vers un même terme.
- Les liens externes sont à placer uniquement dans une section « Liens externes », à la fin de l'article. Ces liens sont à choisir avec parcimonie suivant les règles définies. Si un lien sert de source à l'article, son insertion dans le texte est à faire par les notes de bas de page.
- La présentation des références doit suivre les conventions bibliographiques. Il est recommandé d'utiliser les modèles {{Ouvrage}}, {{Chapitre}}, {{Article}}, {{Lien web}} et/ou {{Bibliographie}}. Le mode d'édition visuel peut mettre en forme automatiquement les références.
- Insérer une infobox (cadre d'informations à droite) n'est pas obligatoire pour parachever la mise en page.

Pour une aide détaillée, merci de consulter Aide:Wikification.
Si vous pensez que ces points ont été résolus, vous pouvez retirer ce bandeau et améliorer la mise en forme d'un autre article.
 (Février 2025).
 (février 2025).
Ilya Aleksandrovitch Varlamov (russe : Илья Александрович Варламов, né le 7 janvier 1984 à Moscou) est un blogueur, journaliste, photographe, urbaniste et YouTubeur russe, connu pour ses commentaires critiques sur la politique et l'urbanisme en Russie. Il s'est fait connaître grâce à son blog et, plus tard, à son émission d'actualités sur YouTube, "Qu'est-ce qui se passe ?" (Чё происходит?),,. Varlamov a largement documenté les manifestations politiques et les marches de l'opposition, ce qui lui a valu des persécutions politiques et des poursuites pénales en Russie. Il est également suivi pour ses blogs de voyage, qui couvrent divers endroits dans le monde. En 2018, il a fondé la fondation « Attention ! » (« Внимание! » en russe), vouée à la préservation du patrimoine historique en Russie.

## Biographie

### Jeunesse et carrière

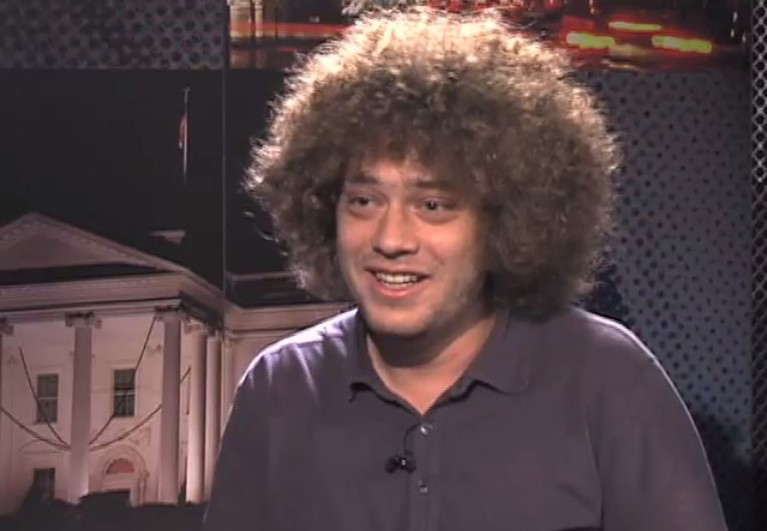
Ilya Varlamov, 2012

Varlamov est né et a grandi à Moscou. Il est diplômé de l'Institut d'architecture de Moscou en architecture. Pendant ses études, il a fondé une entreprise qui est devenue le groupe iCube, une agence de conception et de développement. Avec Maxime Katz, il a cofondé la Fondation des projets urbains, qui se consacre à la promotion des améliorations urbaines en Russie.

### Blog et journalisme
Varlamov a commencé son blog sur LiveJournal sous le pseudonyme "zyalt" en 2006, se concentrant initialement sur la photographie. Son blog est devenu une plateforme importante pour le journalisme indépendant et les commentaires politiques. En 2015, il a créé Varlamov.ru en tant que média indépendant. Il a transféré son blog sur la plateforme Teletype en 2021. Son travail couvre divers sujets, notamment l'urbanisme, la politique russe et les événements mondiaux. Il a également maintenu une présence active sur d'autres plateformes de médias sociaux comme Twitter et YouTube.

#### Qu'est-ce qui se passe?
La chaîne YouTube de Varlamov propose une émission d'actualités hebdomadaire intitulée "Qu'est-ce qui se passe ?", qui passe en revue les principaux événements d'actualité. L'émission a débuté sur sa chaîne YouTube en 2017 et a acquis une popularité considérable, gagnant des millions d'abonnés. Le programme a offert des commentaires et des analyses sur les événements en Russie et dans le monde. Une version de "Qu'est-ce qui se passe ?" a été brièvement diffusée sur la station de radio Komsomolskaïa Pravda de janvier à février 2022.

### Dissidence politique et persécution

#### Couverture des manifestations

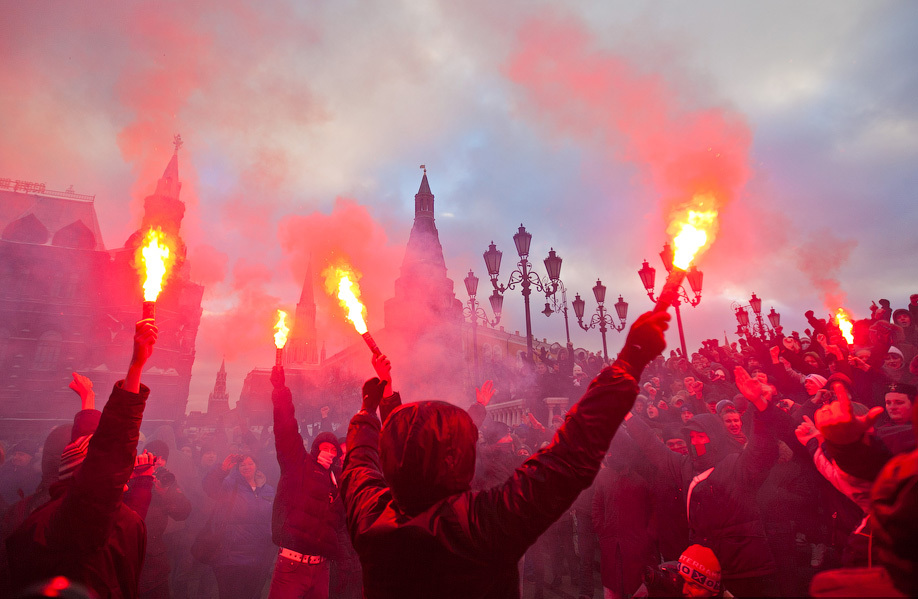
Photographie d'Ilya Varlamov prise lors des manifestations de la place du Manège à Moscou

Varlamov a activement documenté et participé aux manifestations de l'opposition en Russie. Il a couvert de nombreuses "Marches des dissidents", des manifestations "Stratégie-31" et des manifestations contre la fraude électorale. Sa couverture des émeutes de la place Manejnaya en 2010 et des manifestations de 2011-2013 a été largement citée. Il a été parmi les premiers à utiliser la photographie par drone dans ses reportages, capturant des images saisissantes de manifestations à grande échelle.

#### Persécution politique
Les critiques ouvertes de Varlamov à l'égard du gouvernement russe ont entraîné des répercussions officielles. En 2023, il a été désigné "agent étranger" par le ministère russe de la Justice pour avoir "diffusé de fausses informations" et reçu des financements étrangers. En 2024, une procédure pénale a été engagée contre lui pour des violations présumées de la réglementation sur les "agents étrangers", en particulier pour ne pas avoir correctement étiqueté ses publications sur les réseaux sociaux.

#### Euromaïdan et Crimée

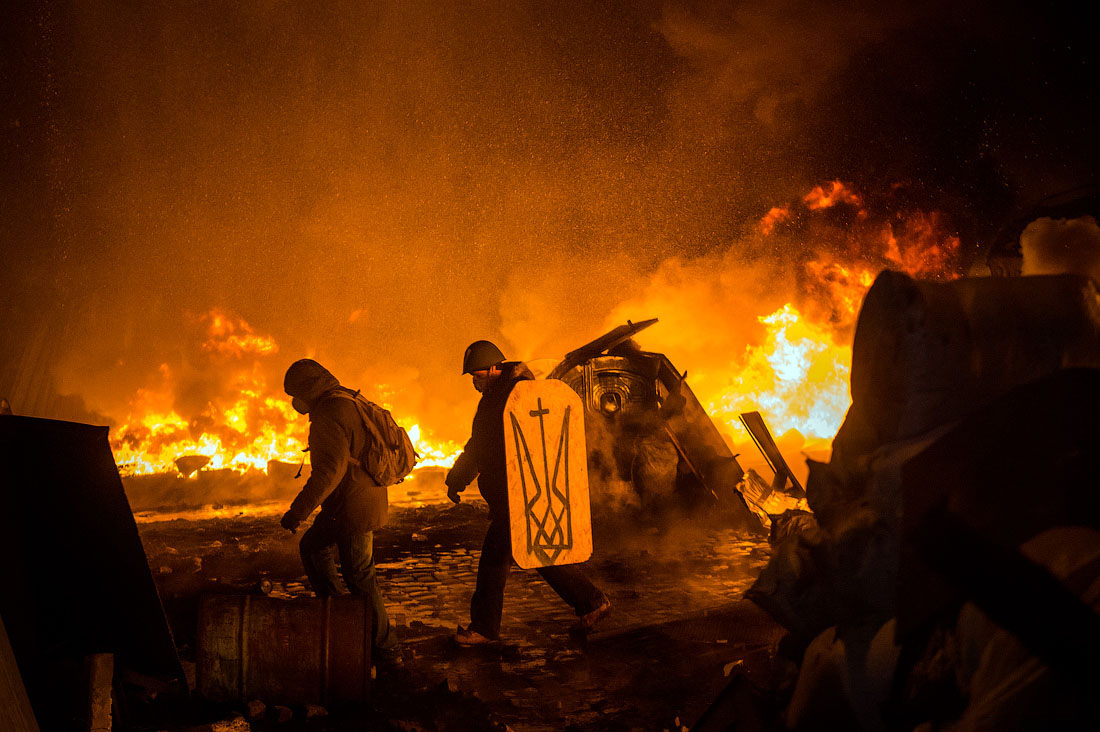
Photographie de Varlamov le 23 janvier 2014, lors d'affrontements sur l'Euromaïdan

Varlamov a largement couvert les manifestations d'Euromaïdan de 2013-2014 à Kiev, fournissant des récits de première main, des photographies et des diffusions en direct de la scène. Sa documentation des événements a attiré l'attention des médias russes et ukrainiens. Après l'annexion de la Crimée par la Russie, il a publié un article intitulé "Qui s'empare de la Crimée ?", qui présentait des photographies de militaires armés non identifiés à l'aéroport de Simferopol. Cela a conduit à des accusations de la part de groupes pro-gouvernementaux en Russie selon lesquelles il soutenait le mouvement Euromaïdan.

#### Invasion russe de l'Ukraine en 2022
Varlamov a été un critique virulent de l'invasion russe de l'Ukraine en 2022. Il a lancé le projet "Ensemble" (Вместе) pour soutenir les Russes qui ont quitté le pays à la suite de l'invasion. Sa position critique a encore contribué à son conflit avec les autorités russes.

### Urbanisme et voyages
En tant qu'architecte et urbaniste, Varlamov a beaucoup voyagé, documentant et critiquant les environnements urbains du monde entier. Son blog présente des séries comme "Bon-Mauvais" (Плохой-хороший), comparant les aspects positifs et négatifs des villes, et "Frontière" (Граница), juxtaposant les villes frontalières de Russie avec leurs homologues des pays voisins,. Il a également produit une série YouTube, "BDSM" ("Grande route avec le maire"), présentant des discussions avec des maires de villes sur les problèmes urbains. Son travail suscite souvent le débat et a parfois suscité des critiques de la part des responsables locaux.